# La Recova
La Recova es un edificio ubicado en La Serena, Chile, construido como mercado de abastos y feria artesanal.
El edificio que alberga a La Recova está distribuida en dos grandes patios centrales, en el primero se ubica la feria artesanal con productos típicos de la zona, mientras que en el segundo piso se encuentra una serie de restaurantes que sirven productos del mar, vinos y licores de la zona y tradicionales platos serenenses.

## Historia
Los orígenes de La Recova como centro de abasto se remontan a los tiempos de la colonia. En 1698 el Cabildo de La Serena ordenó por bando a los comerciantes para que vendieran sus productos en la plaza central. Luego, en 1758 obligó a todo género de abasto, en especial la carne, el pan y la pesca, a concentrarse en el mismo lugar. Para suerte de los comerciantes, en 1795 se fundó La Recova y de este modo quedó delimitado el lugar donde se podrían realizar este tipo de transacciones de mercadería. Sin embargo, el primer edificio destinado especialmente a albergar a los comerciantes fue construido recién entre 1819 y 1844. El primer reglamento de la Recova fue publicado el 27 de mayo de 1844.
El 4 de septiembre de 1965 el antiguo edificio del Mercado resultó parcialmente destruido por un incendio que afectó a seis locales (un almacén, un restaurante, una frutería y tres establecimientos menores).
El edificio antiguo que albergaba al Mercado Municipal resultó con severos daños tras el terremoto de 1975, por lo que los locatarios fueron trasladados a un galpón ubicado en la esquina de las calles Cienfuegos y Cordovez, en el sitio donde actualmente se ubica un supermercado Santa Isabel. El actual edificio fue inaugurado el 26 de agosto de 1981 por Augusto Pinochet y las autoridades locales de la época, emplazado en la misma plazoleta del antiguo centro de abasto. Su costo fue de 104 millones de pesos de la época y cuenta con la primera escalera mecánica instalada en la ciudad.